# Маја Цветковић
Маја Цветковић (Београд, 13. фебруар 1980) српска је певачица, музичарка и текстописац алтернативног рок састава E-Play.

## Биографија
Још током детињства, Маја се заинтересовала за хеви метал правац, што је касније имало великог утицаја на њену музичку каријеру. У петом разреду основне школе, када је њена љубав према музици дошла до изражаја, најчешће је слушала групе Metallica, Anthrax, S. O. D и AC/DC, док су касније јак утисак на њу оставили и састави Nirvana, Grinderman, RATM и Coldplay. Паралелно са сопственом музичком каријером, Цветковићева је радила на многим музичким догађајима, укључујући и Егзит, упознавши велики број познатих музичара. Инспирацију углавном проналази у свакодневном животу, људима, док је једна од песама назив добила по ретровизору.
Поред свирања, Маја је завршила комуникологију на Факултету за медије и комуникације и бави се промоцијом музичких фестивала.

## Рад у групи
Идеју да оформи рок састав Маја је реализовала током 1997. и 1998. године, након чега бенд почиње да свира под именом E-Play. До снимања свог првог албума, бенд је свирао као предгрупа у студентском културном центру, а своје песме увежбавао на Карабурми. Група E-Play је истоимени студијски албум издала 2000. године. Након филма Муње! из 2001. године, у ком су се нашле нумере Better than you и Први поглед твој са овог албума, бенд постаје популаран и наставља да свира. Дуго их је пратила репутација женског бенда, због Маје Цветковић и Биљане Тодоровски, које су наступале као вокали у оригиналној постави групе. Као водећи члан састава, Маја је касније са бендом снимила још три студијска албума, Crime (2005), Драго ми је да смо се упознали (2009) и Обични људи (2013). Крајем 2016. група је објавила сингл под називом Да будемо само добро, којим је најављен излазак новог албума. У априлу 2018. група је објавила спот за песму Шамарчина, са сценографијом конципираном као подршка борби против насиља у породици. Крајем истог месеца, објављен је и албум под називом Слобода.

## Дискографија
- E-Play (J.O.S. Virus, 2000)
- Crime (ПГП РТС, 2005)
- Драго ми је да смо се упознали (Cinema City, 2009)
- Обични људи (Mikser Music, 2013)
- Слобода (Long Play, 2018)
- Диши дубоко (ПГП РТС, 2025)